# Louvaines
Louvaines ist eine Ortschaft und eine Commune déléguée in der französischen Gemeinde Segré-en-Anjou Bleu mit 497 Einwohnern (Stand: 1. Januar 2022) im Département Maine-et-Loire in der Region Pays de la Loire. Die Einwohner werden Louvenois genannt.
Die Gemeinde Louvaines wurde am 15. Dezember 2016 mit 14 weiteren Gemeinden, namentlich Aviré, Le Bourg-d’Iré, La Chapelle-sur-Oudon, Châtelais, La Ferrière-de-Flée, L’Hôtellerie-de-Flée, Marans, Montguillon, Noyant-la-Gravoyère, Nyoiseau, Sainte-Gemmes-d’Andigné, Saint-Martin-du-Bois, Saint-Sauveur-de-Flée und Segré zur neuen Gemeinde Segré-en-Anjou Bleu zusammengeschlossen. Sie gehörte zum Arrondissement Segré und zum Kanton Segré.

## Geographie
Louvaines liegt rund 40 Kilometer nordwestlich von Angers am Oudon.

## Bevölkerungsentwicklung
| Jahr                      | 1962 | 1968 | 1975 | 1982 | 1990 | 1999 | 2006 | 2013 |
| Einwohner                 | 504  | 468  | 407  | 434  | 417  | 438  | 528  | 513  |
| Quelle: Cassini und INSEE |      |      |      |      |      |      |      |      |

## Sehenswürdigkeiten
- Kirche und Priorat von La Jaillette aus dem 12./13. Jahrhundert
- Kirche Saint-Aubin aus dem 19. Jahrhundert
- Herrenhaus Le Hardas aus dem 16. Jahrhundert
- Schloss L’Aunay aus dem 16./17. Jahrhundert

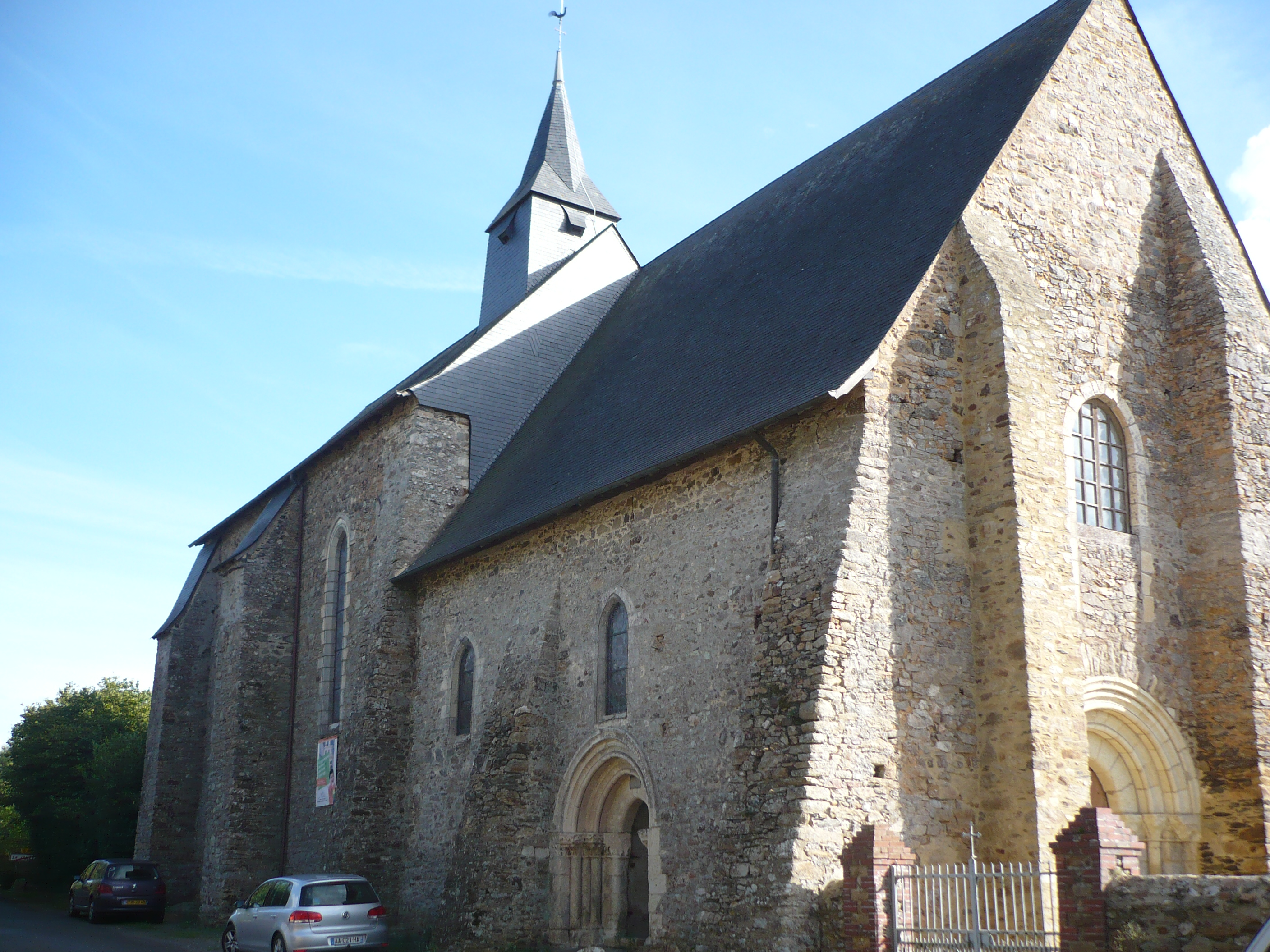
Kirche und Priorat von La Jaillette